# Oreotelia montana
Oreotelia montana är en flockblommig växtart som först beskrevs av Carl von Linné, och fick sitt nu gällande namn av Constantine Samuel Rafinesque. Oreotelia montana ingår i släktet Oreotelia och familjen flockblommiga växter. Inga underarter finns listade i Catalogue of Life.